# Halvdør
En halvdør er en horisontal delt dør, hvor den øverste halvdel kan åbnes og lukkes separat. På den måde kunne der lukkes frisk luft og lys ind og forhindres at husdyr løb ud ad døren.[kilde mangler] Halvdøre findes især i staldbygninger. Dørtypen finder dog også anvendelse som køkkendør eller facadedør. Facadehalvdøre er ofte forsynet med glaselemter i den øverste og fyldning i den nederste halvdel. Halvdøre omtales også som hollandsk dør, stalddør eller sladredør.